# Анциферов Олексій Миколайович
Анци́феров Олексі́й Микола́йович (10 серпня 1867, Воронеж — 1943, Париж) — російський економіст, громадський діяч, професор (1917).

## Життєпис
Закінчив Воронезьку гімназію, 1890 — юридичний факультет Московського університету.
У 1902—1919 працював на кафедрі політекономії і статистики Харківського університету, на вищих жіночих курсах. Викладав також у Комерційному інституті, Московському міському народному університеті імені Шанявського. Гласний Харківського губернського земства, міської думи, голова Правління Харківської громадської бібліотеки.
Учасник міжнародних, всеросійських, місцевих кооперативних з'їздів. Товариш голови Московського народного банку, член Ради Всеросійських коперативних з'їздів, голова правління Комітету сприяння сільської кооперації при Харківському товаристві сільського господарства. Надавав консультації сумським кооператорам щодо організації кооперативної справи.
У жовтні 1917 під час виборчої кампанії до Всеросійських установчих зборів відвідав Суми, де прочитав лекції у кінотеатрі «Люкс».

## Життя в еміграції
У 1920 емігрував у Францію, жив у Парижі. Тоді ж працював у російському відділенні юридичного факультету Паризького університету, Російському вищому технічному інституті, Інституті слов'янознавства. Очолював Російську академічну групу в Парижі. Очолював Раду російських вузів у Франції. Віцепрезидент Асоціації колишніх студентів Московського університету. Як і Сергій Бородаєвський, Анциферов був одним з організаторів Міжнародного інституту вивчення кооперації. Кілька разів виїжджав до Праги, де викладав у Російському інституті сільськогосподарської кооперації, редагував науковий журнал цього інституту.

## Наукова діяльність
Анциферов є автором понад 40 книг із теорії і практики кооперації. Друкувався у газеті «Русские ведомости», «Утро», журналах «Русское слово», «Вестник кооперации», «Хроника мелкого кредита», «Экономист России», зарубіжних виданнях «Земледелие», «Хозяин» (Прага) та ін.
Лауреат премії Французької академії наук (1942).